# Жанна де Бурбон
Жанна де Бурбон (фр. Jeanne de Bourbon; 3 февраля 1338, Венсен — 6 февраля 1378, Париж) — королева Франции, дочь Пьера I, герцога де Бурбон, и Изабеллы де Валуа, дочери Карла Валуа и Матильды де Шатильон. Жена Карла V Мудрого.

## Биография
Жанна де Бурбон родилась в замке Венсен спустя две недели после своего кузена, будущего короля Франции, Карла V Мудрого. Оба ребёнка были окрещены в церкви Монтрейль в один и тот же день.
8 апреля 1350 года Жанна де Бурбон сочеталась браком с Карлом Валуа (1338—1380), будущим королём Франции Карлом V Мудрым (1364—1380). В 1364 году она стала королевой Франции.
В то время, когда Жанна была ещё женой дофина, Карл объявил о своей связи с Беттой де Кассинель. Но после своего коронования, которое состоялось 19 мая 1364 года, король сильно расположился к жене, и супруги сблизились. Впоследствии Карл всегда интересовался мнением Жанны по любому вопросу.
Жанна де Бурбон умерла при рождении дочери Екатерины. Жан Фруассар говорил об этом событии так: «Когда королева была беременна, врачи запретили ей купаться и противопоказали ей ванну. Несмотря на их запрет, она захотела купаться и оттуда пришло зло смерти».
Карл был очень огорчён смертью Жанны. «Она — мой красивый свет и солнце моего королевства», — говорил он. Кристина Пизанская писала о королевском трауре так: «Король был очень печален после кончины королевы; несмотря на его большое мужество, смерть Жанны причинила ему столь большую боль и длилась она так долго, что никогда больше люди не видели подобного траура, так как они любили друг друга большой любовью».

## Семья и дети
Муж: (с 8 апреля 1350) Карл V Мудрый (21 января 1338 — 16 сентября 1380), сын короля Франции Жана II Доброго, и Бонны Люксембургской. Приходился Жанне де Бурбон кузеном. Из их десяти детей до взрослого возраста дожили только два сына:
1. Жанна (1357—1360);
2. Жан (1359—1364);
3. Бонна (1360—1360);
4. Жанна (1366—1366);
5. Жан (7 июня 1366 — 21 декабря 1366);
6. Карл VI Безумный (3 декабря 1368 — 21 октября 1422), король Франции;
7. Мария (1370—1377);
8. Людовик I Орлеанский (13 марта 1372 — 23 ноября 1407), герцог Орлеанский, основатель Орлеанской ветви дома де Валуа. Его внук взошёл на престол Франции под именем Людовика XII;
9. Изабелла (1373—1378);
10. Екатерина (1378—1388).